# پیتر گزنر
پیتر گزنر (انگلیسی: Peter Gassner؛ زادهٔ ۱۹۶۵ (۵۹–۶۰ سال)) کارآفرین اهل ایالات متحده آمریکا است، که در سال ۲۰۰۷ شرکت ویوا سیستمز را تأسیس کرد.